# Albumförlaget
Albumförlaget är ett svenskt serieförlag etablerat 2008 i syfte att publicera fransk-belgiska tecknade serier på svenska. från och med 2010 gav det då Göteborgsbaserade förlaget även ut svenska originalserier.

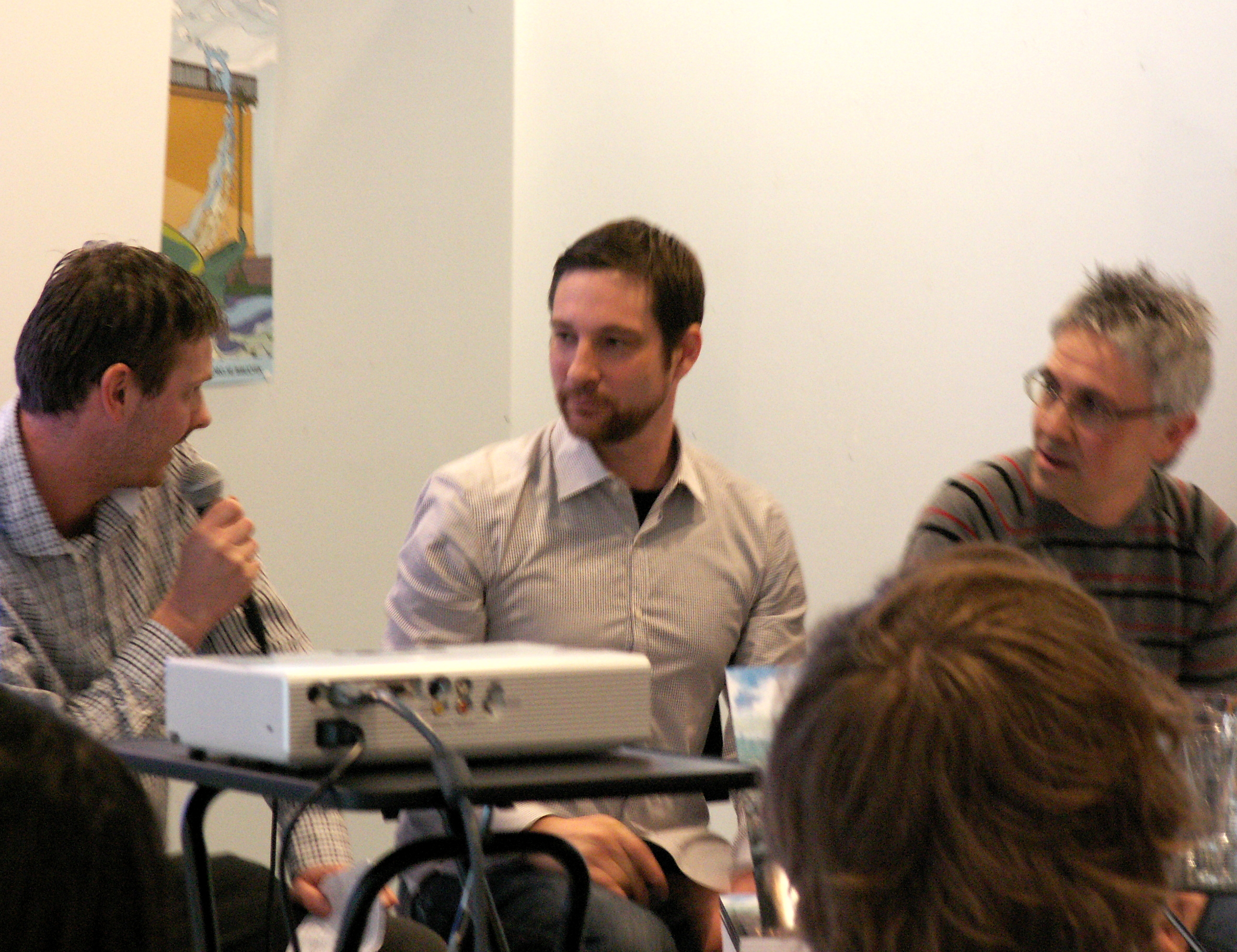
Förläggaren Jonas Anderson intervjuar Hammerfall-författaren Sylvain Runberg, under 2010 års Serieveckan i Göteborg. Översättaren Stefan Carlsson syns till höger.

## Historik och inriktning
Förlaget startades 1 januari 2008. Förläggaren Jonas Anderson hade sedan tidigare saknat nyare fransk-belgiska serier i stil med Blueberry och Linda & Valentin. Det var när han läste tråden "fattig serieutgivning" på webbforumet Serieforum.se som han bestämde sig för att göra slag i saken. Med devisen "hur svårt kan det vara" satte han igång att undersöka hur man går till väga för att ge ut översatta album. En del svar fick han från medlemmar på Serieforum.se, men framför allt var det Lars på Donovan Comics i Danmark som hjälpte till, och under första halvan av 2008 växte det första albumet fram.
Frukten av arbetet blev Albumförlagets första utgivning, del ett (av fyra) i serien Det tredje testamentet. Detta var en serie som det tog några månaders e-postkorrespondens att vaska fram, eller som Jonas själv säger: "Det som borde vara det enklaste var det svåraste – att få köpa något från fransmännen."
Albumförlaget är ett av få svenska serieförlag som numera har en större utgivning av franskspråkiga albumserier. Man koncentrerar sig kring äventyrsserier, bland annat med serieförfattare som Alexandro Jodorowsky och Sylvain Runberg. 
2013 tog man över Lucky Luke från tidigare svenska utgivaren Egmont Kärnan.
Dennis Gustafssons skräckserie Viktor Kasparsson var 2010 förlagets första originalsvenska seriealbum.  Under 2020-talet expanderade den originalsvenska utgivningen.
Mats Källblads trilogy Polly gavs ut 2020-2025, en skildring av en våldsam ung kvinna i svensk landsbygdsmiljö.
2023 tog förlaget över utgivningen av Ola Skogängs Theos Ockulta Kuriositeter och publicerade det sjunde albumet, Den magiska cirkeln. Nyutgivning av de tidigare delarna började 2025.
2023 påbörjades utgivningen av Kari Leppänens finska militär-sf Achilles Wiggen.

## Utgivning

### Översättningar
- Det tredje testamentet (2008–; 9 album hittills) av Xavier Dorison och Alex Alice
- Bouncer (2008–; 12 album hittills) av Alejandro Jodorowsky och Francois Boucq
- Sir Arthur Benton (2009-; 3 album hittills) av Tarek och Stéphane Perger
- Zorn & Dirna (2009–; 6 album hittills) av Jean-David Morvan och Bruno Bessadi
- Metabaronerna (2009–; 8 album hittills) av Alexandro Jodorowsky och Juan Gimenez
- Uppskovet (Le Sursis; 2010; 1 avslutat album) av Jean-Pierre Gibrat
- Hammerfall (2010–; 4 album hittills) av Sylvain Runberg och Boris Talijancic
- Lanfeust från Troy (2010–, 8 album hittills) av Christophe Arleston och Didier Tarquin
- Skäms du inte? (Ca vous intéresse?; 2011; 1 album) av Dany
- Tidsresenärerna (2012; 1 album) av Stan & Vince och Zep
- Det var en gång i Frankrike (2013–2016; 6 album) av Fabien Nury och Sylvain Vallée
- Lucky Luke (2013-; 10 album och 4 samlingsalbum hittills) av Achdé och Daniel Pennac/Tonino Benacquista
- Conquistador (2016-; 2 album hittills) av Jean Dufaux (manus) och Philippe Xavier (bild)
- Undertaker (2016-; 6 album hittills) av Xavier Dorison (manus) och Ralph Meyer (bild)
- Smugglarflickorna (2016; 1 samlingsalbum) av Jean-Claude Servais
- Tyler Cross (2017-; 1 album) av Fabien Nury (manus) och Brüno (bild)
- Katanga (2017-2019; 3 album) av Fabien Nury (manus) och Sylvain Vallée (bild)
- Borgia (2018; 1 samlingsalbum) av Alejandro Jodorowsky (manus) och Milo Manara (bild)
- Zaroff (2020; 1 album) av Sylvain Runberg (manus) och François Miville-Deschênes (bild)
- En stjärna av svart bomull (2021; 1 album) av Yves Sente (manus) och Steve Cuzor (bild)
- Tananarive (2022; 1 album) av Sylvain Vallée (bild) och Mark Eacershall (manus)
- 1629 ...eller den förskräckliga berättelsen om de skeppsbrutna från Jakarta (2023-; 2 album hittils) av Xavier Dorison (manus) och Thimothée Montaigne (bild)
- Achilles Wiggen: den kompletta samlingen (2023-; 3 album hittils) av Kari T. Leppänen

### Svenska originalserier
- Viktor Kasparsson (2010–2018; 8 album) av Dennis Gustafsson
- Fylgia (2013) av Anders Björkelid (text) och Daniel Thollin/Jonas Anderson[a] (bild)[7]
- Mitt namn var Ozymandias (2014) av Christoffer Saar
- En ohelig allians (2015) av Daniel Thollin
- Polly (2020-2025; 3 album) av Mats Källblad
- Viktor Kasparssons arkiv (2023) av Dennis Gustafsson
- Theos ockulta kuriositeter 7 (2023) av Ola Skogäng.